# En Davy
En Davy, geborene Enry David, geschiedene Fascher (* 28. Januar 1948; † 19. Dezember 2019), war eine philippinische Popsängerin.

## Wirken
Enry David veröffentlichte solo unter ihrem Pseudonym „En Davy“ 1974 bei Telefunken ihren Hit You Set My Heart on Fire und konnte damit in Schweden zwei Wochen lang in die „Top 20“ gelangen, in der zweiten Woche auf Platz 13. Tina Charles war mit der gleichnamigen Coverversion erfolgreicher.
Enry David lernte ihren zukünftigen Ehemann Horst Fascher kennen, als dieser nach einer Haftstrafe mit dem befreundeten Tony Sheridan 1967 nach Vietnam reiste, um US-amerikanische Soldaten musikalisch zu betreuen. Aus der Ehe entstammt der gemeinsame Sohn David Fascher.
Mit ihrer Schwester Myrna David (* 18. Juli 1941) veröffentlichte sie 1970 als „Enry & Myrna“ eine Single und mit ihrer Schwester July David (* 7. Februar 1952) von 1972 bis 1975 weitere unter dem Duo-Namen „Big Secret“.
Von 1970 bis 1972 sang sie mit Myrna bei den Les Humphries Singers und mit July ab 1972 bei Family Tree. Enry David sang von 1991 bis 1993 nochmals bei den Les Humphries Singers.

## Diskografie
Solo-Veröffentlichungen
- 1974: You Set My Heart on Fire / The Photograph (A-Seite in span. Tu enciendes mi corazon)
- 1976: Okay I Am K.O. / Going Going Gone (Telefunken; A-Seite in span: Estoy k. o., englisch Okay I Am K. O.)

mit Schwester
als „Enry & Myrna“:
- 1970: Si,Si,Si Senorita / Your Time, My Time (BASF)

als „Big Secret“ (dort als Enry und July David):
- 1972: Samson and Delilah / O.K. Allright (Finger Records / Ariola / Pink Elephant / Pink Elephant)
- 1973: King Kong / It’s on My Mind (Finger Records / Riviera (FR) / RCA (ES): B-Seite in span. Lo Tengo En Mente)
- 1974: Ride Captain Ride / Desert Train (Finger Records / Sugar Plum (NL): B-Seite in den Niederlanden: King Kong)